# 斑头刺尾鱼
斑头刺尾鱼（学名：Acanthurus maculiceps）又名頭斑刺尾鯛、黑帶倒吊，为輻鰭魚綱鱸形目刺尾魚亞目刺尾鱼科刺尾鱼属的鱼类，俗名头斑刺尾鲷，於1923年由德國動物學家Ernst Ahl首次正式描述，其模式產地為巴布亞新幾內亞新不列顛的 Talasea。

## 分布
本魚分布于印度西太平洋區，包括南日本至东印度洋、菲律宾群岛、台湾岛等。

## 深度
水深1至15公尺。

## 特徵
本魚體呈橢圓形而側扁。頭背部輪廓不特別凸出。口小，端位，上下頜各具一列扁平齒，齒固定不可動，齒緣具缺刻。體褐色；頭部有淺色斑點，身體沿側面有細紋，下面有一個黃色斑塊胸部有嘴，眼睛後方有細長的黑斑，尾鰭棘的周圍具一個深褐色的區域，尾柄上常有一條淡黃色帶，上面胸鰭鰭條的外面第三個白黃色。幼魚的尾鰭是截形的，但隨著它們的生長，它變成新月形，鰭葉中長出長絲，背鰭硬棘9枚；背鰭軟條24至26枚；臀鰭硬棘3枚；臀鰭軟條22至24枚，體長可達40公分。

## 生態
本魚棲息在近海礁石區，成小群活動，屬草食性，以藻類為食。

## 經濟利用
可作為食用魚或觀賞魚。

## 扩展阅读
維基物種上的相關：斑头刺尾鱼